# Torneo WTA 250 de Chicago
El Chicago Women's Open es un torneo profesional de tenis, que se celebra en Chicago, Illinois, Estados Unidos. Cuya primera edición forma parte del WTA Tour 2021. Se lleva a cabo en canchas duras al aire libre y una semana antes del US Open. Esta edición fue la primera vez desde 1997 que se jugó un torneo WTA en Chicago.

## Palmarés

### Individual
| Año  | Campeona        | Finalista    | Resultado |
| ---- | --------------- | ------------ | --------- |
| 2021 | Elina Svitólina | Alizé Cornet | 7-5, 6-4  |

### Dobles
| Año  | Campeonas                          | Finalistas                        | Resultado           |
| ---- | ---------------------------------- | --------------------------------- | ------------------- |
| 2021 | Nadiia Kichenok Ioana Raluca Olaru | Lyudmyla Kichenok Makoto Ninomiya | 7-6(6), 5-7, [10-8] |